# محدش يحاسبني (ألبوم)
محدش يحاسبنى هو الألبوم الحادي والعشرين الرسمي للفنانة أنغام محمد علي سليمان.
طرحت الفنانة أنغام في عيد الفطر 2010 الميني الألبوم الجديد محدش يحاسبني بالتعاون مع شركة بيسمنت ريكوردس للإنتاج لفني,
ويضم ثلاث أغنيات، منها ليالي وهي من كلمات الشاعر أمير طعيمة و توزيع حسن الشافعي، وقد تم تقديمها في الألبوم بتوزيعين مختلفين، وأغنية محدش يحاسبني هيد الألبوم، وأغنية عايشة حالة وهي من كلمات أمير طعيمة ولحن إيهاب عبد الواحد.
كانت أنغام قد لجأت لفكرة الميني ألبوم لتؤكد تواجدها بعد انفصالها عن شركة روتانا.